# Klaudia Jachira
Klaudia Jachira, née le 31 mai 1988 à Wrocław, est une actrice et militante politique polonaise. Elle est députée à la Diète depuis 2019.

## Biographie
Klaudia Krystyna Jachira fait des études d'abord à l'école de théâtre « L'Art Studio » de Cracovie, puis à la faculté de marionnettes (Wydział Lalkarski) de l'École nationale supérieure de théâtre Ludwik-Solski (devenue Académie Stanisław-Wyspiański) située à Wrocław. Elle se fait connaitre du public en tant que youtubeuse, réalisant notamment des vidéos satiriques où le président du parti Droit et justice, Jarosław Kaczyński, est représenté par une marionnette caricaturale. Elle occupe également différents rôles dans des séries télévisées comme Na Wspólnej (en), Przyjaciółki (pl) ou Pierwsza miłość.
En 2015, elle est candidate sans succès aux élections législatives à Wrocław sur la liste du nouveau parti .Moderne. En 2019, elle est élue à Varsovie sur la liste de la Coalition civique pour un mandat de députée à la Diète. De conviction écologiste pro-européenne, elle adhère aux Verts (Zieloni), un des partis de la Coalition civique et est de nouveau candidate aux élections parlementaires polonaises de 2023 dans la même circonscription (Varsovie et Polonais de l'étranger).